# Dekontaminacja

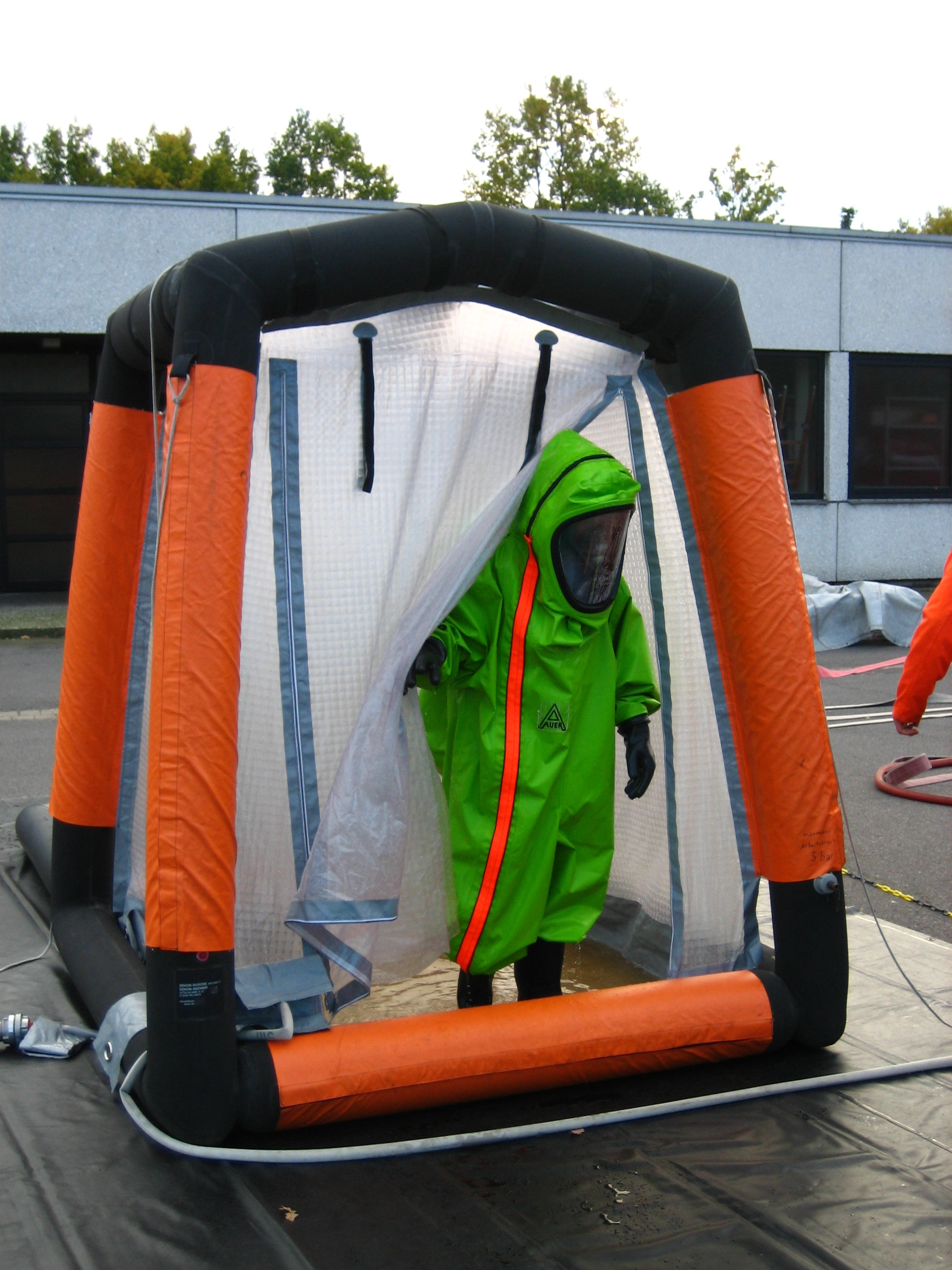
Komora używana przy dekontaminacji

Dekontaminacja (łac. de- 'od-, wy-'; contaminatio 'zetknięcie; splamienie') – proces polegający na usunięciu i dezaktywacji substancji szkodliwej (chemikaliów, materiałów radioaktywnych, czynników biologicznych), która zagraża życiu lub zdrowiu organizmu żywego poprzez kontakt bezpośredni lub używane sprzęty. Dekontaminacji poddawani są zarazem ludzie, zwierzęta, jak i środowisko nieożywione (infrastruktura itd.).

## Rodzaje dekontaminacji

### Dekontaminacjamaterii nieożywionej
To proces polegający na usuwaniu i zabijaniu drobnoustrojów doprowadzający do tego, że materiały (np. opatrunkowe lub narzędzia) stają się bezpieczne dla zdrowia.
Pojęcie to obejmuje:
- oczyszczanie
- dezynfekcję (wysokiego poziomu)
- sterylizację

Wybór metody dekontaminacji zależy od:
- rodzaju materiału
- stopnia wymaganej dekontaminacji
- rodzaju mikroorganizmu
- wymaganego czasu odkażania

### Dekontaminacja powierzchni ciała (skóry i oczu)
Polega na usunięciu trucizny pozostającej na powierzchni skóry. Realizuje się ją poprzez zdjęcie odzieży i umycie ciała wodą z mydłem lub innym łagodnym detergentem. Oczy dekontaminuje się poprzez kilkuminutowe płukanie oczu. Bardzo ważne jest jak najszybsze wykonanie dekontaminacji powierzchni ciała.

### Dekontaminacja przewodu pokarmowego

#### Wywoływanie wymiotów
Nie wykazano, aby ten sposób leczenia poprawiał wyniki leczenia. Można go wywołać poprzez mechaniczne drażnienie tylnej ściany gardła lub przez podanie środków wymiotnych. Ma sens jedynie w przypadku, gdy nie upłynęło wiele czasu od spożycia substancji toksycznej. Wywołanie wymiotów jest bezwzględnie przeciwwskazane u:
- osób nieprzytomnych
- osób z drgawkami
- w zatruciach:
  - środkami żrącymi
  - węglowodorami
  - rozpuszczalnikami organicznymi
  - środkami pieniącymi się.

#### Podanie węgla aktywowanego
Wskazaniami do podania węgla aktywowanego (Carbo medicinalis) są następujące przypadki:
- gdy czas od połknięcia trucizny nie przekracza 60 minut
- gdy zachowane są odruchy gardłowe lub gdy chory jest zaintubowany
- gdy chory połknął truciznę, którą węgiel adsorbuje, taką jak na przykład:
  - amfetamina
  - atropina
  - benzodiazepiny
  - chlorek rtęci
  - ergotamina
  - fenobarbital
  - fenylobutazon
  - glikozydy naparstnicy
  - kwas acetylosalicylowy
  - karbamizepina
  - kolchicyna
  - opioidy
  - strychnina
  - sulfonamidy
  - trójpierścieniowe leki przeciwdepresyjne.

Węgiel aktywowany podaje się zwykle w ilości 25 - 100 g, natomiast u dzieci w ilości 1 g na kilogram masy ciała. Dawki mogą zostać powtórzone po 2 - 4 godzinach. 
Przeciwwskazaniami do podania są: 
- utrata przytomności lub niebezpieczeństwo jej wystąpienia,
- niedrożność lub perforacja przewodu pokarmowego.

#### Podanie leków przeczyszczających
Nie wykazano, aby ten sposób leczenia przynosił korzyści.

#### Płukanie całego przewodu pokarmowego
Jest rozważane jako sposób postępowania w przypadku zatrucia żelazem lub tabletkami o przedłużonym działaniu. Podaje się dużą ilość płynów ze środkiem przeczyszczającym przez zgłębnik nosowo-żołądkowy. Przeciwwskazania są identyczne, jak w przypadku podania węgla aktywowanego.